# Dissoptera heterothrix
Dissoptera heterothrix är en tvåvingeart som först beskrevs av Meijere 1908.  Dissoptera heterothrix ingår i släktet Dissoptera och familjen blomflugor. Inga underarter finns listade i Catalogue of Life.